# Sebastián Bragagnolo
Sebastián Bragagnolo (Luján de Cuyo, Mendoza, 7 de noviembre de 1980) es un abogado con maestria en administración de negocios y político argentino. 

## Trayectoria
Bragagnolo integró el Honorable Concejo Deliberante de Luján de Cuyo en dos ocasiones, siendo presidente de bloque en ambas oportunidades. En el año 2015 fue designado Secretario de Gobierno de la Municipalidad de Luján de Cuyo.
El 9 de mayo de 2018 asume como Diputado Nacional, reemplazando a Susana Balbo. El 29 de septiembre de 2019 ganó las elecciones a intendente de Luján de Cuyo con el 57.62% de los votos, siendo el intendente con mayor caudal de votos de la historia del departamento, asumiendo en el cargo el 6 de diciembre de ese mismo año.

## Vida personal
Bragagnolo está casado con María Victoria Sánchez Ayestarán, con quien tiene dos hijos: Pilar, nacida en 2018, e Ignacio, nacido en 2023.